# کاترین استروبی
کاترین استروبی (انگلیسی: Katherine Strueby؛ ۲۸ مه ۱۹۰۸ – ۱۴ نوامبر ۱۹۸۸) نویسنده اهل ایالات متحده آمریکا بود.
از فیلم‌هایی که وی در آن‌ها نقش داشته است، می‌توان به اتاق دونفره و ممنوع اشاره نمود.